# Dolichopus uliginosus
Dolichopus uliginosus är en tvåvingeart som beskrevs av Van Duzee 1923. Dolichopus uliginosus ingår i släktet Dolichopus och familjen styltflugor.
Artens utbredningsområde är British Columbia. Inga underarter finns listade i Catalogue of Life.